# Girar bolis

Distintas técnicas combinadas.

Girar los bolis o girar el lápiz (en inglés: "Pen spinning") es un entretenimiento que consiste en hacer una serie de movimientos con los dedos, pasando entre ellos un bolígrafo como juego o deporte de habilidad. Para lograr resultados estéticos se necesita habilidad para realizar los trucos con velocidad y fluidez. 
El penspinning puede ser clasificado como juego micromalabar por la similitud con los juegos malabares y la particularidad de que tanto los objetos que se utilizan como los movimientos son pequeños en comparación con otros juegos. La relativa popularidad de esta disciplina proviene de su sencillez en cuanto a materiales y comodidad a la hora de entrenar los trucos: no se necesita más que un bolígrafo.
Un truco en este malabarismo puede consistir en balancear la pluma en cualquier dedo, o pasar el boli por entre los dedos haciendo diferentes trucos (ver más adelante). se denomina combo al hecho de realizar dos o más trucos en secuencia. Los posibles trucos superan los cien diferentes, y se clasifican en arounds, sonics, charges y aéreos. También hay trucos híbridos más avanzados en los que se interrumpe un truco para hacer otro inmediatamente. Los trucos más fáciles pueden ser dominados por una persona con un mínimo de habilidad con unas cuantas horas de práctica.

## Trucos fundamentales

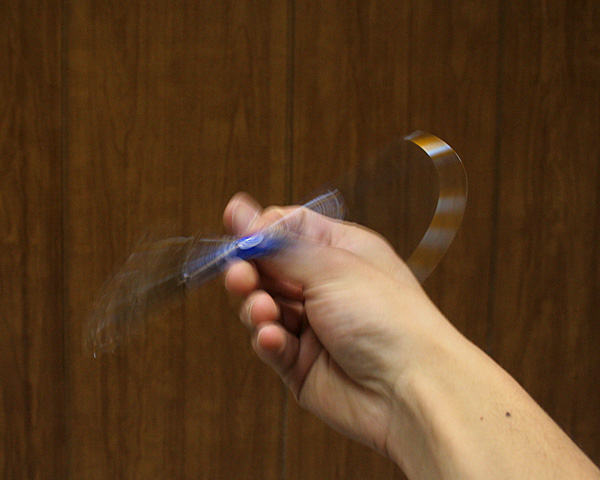
Thumbaround.

- Thumbaround: o abreviado, TA, es un truco en el que el bolígrafo o pluma gira alrededor del pulgar. El truco más extendido debido a su facilidad. El bolígrafo experimenta una revolución.

- Sonic: el bolígrafo gira cónicamente mientras pasa de un dedo a otro. Es muy rápido, por eso se le llama Sonic, de supersónico. El bolígrafo experimenta una revolución.

- Charge: consiste en hacer girar continuamente el bolígrafo entre dos dedos pero sin que cambie el agarre, normalmente entre el anular y el corazón, aunque se puede llegar a hacer entre el índice y el meñique. Es un truco que sirve de apoyo para aprender otros como el Sonic y otros más avanzados. El bolígrafo experimenta una revolución, aunque se puede realizar de continuo experimentando múltiples revoluciones.

- Fingerpass: es un conjunto de un truco más simple llamado Pass en el que el bolígrafo se sitúa entre dos dedos; para desplazarse a otros dos, se genera un movimiento con un dedo contiguo a los dos primeros.

## Glosario
- 1, 2, 3, 4: los diferentes dedos de la mano se señalan con esta notación: 1 (índice), 2 (corazón o medio), 3 (anular), 4 (meñique). El pulgar, en cambio, se expresa mediante la letra T (del inglés, thumb).

- 1.0 / 1.5 / 2.0 / ... : este número, presente en bastantes trucos, indica el número de revoluciones que efectúa el boli (el número de vueltas que da en un truco o combo concreto). Por ejemplo: en un thumbaround el número de revoluciones es 1 (da una vuelta pasando alrededor de T). Se puede efectuar un thumbaround con más revoluciones (entonces se denomina thumbspin); así pues, podemos hacer un thumbspin 1.5, 2.0 o superior (daría media, una o más vueltas sobre el pulgar).

- 1p1h: abreviatura del inglés one pen, one hand ("un boli, una mano"), combos o trucos en los cuales se utiliza un boli en una sola mano (lo más común).

- 1p2h: abreviatura del inglés one pen, two hands ("un boli, dos manos"), combos o trucos en los cuales se utiliza un solo boli, pero utilizan las dos manos, pasándolo de una a otra.

- 2p1h: abreviatura del inglés two pens, one hand ("dos bolis, una mano"), combos o trucos en los que se usan dos bolis en la misma mano. Los dos bolis pueden hacer los mismos movimientos cogidos con los mismos dedos, diferentes movimientos cogidos con los mismos dedos, diferentes movimientos por diferentes dedos; uno puede girar sobre otro, o puede haber uno estático y otro girando.

- 2p2h: abreviatura del inglés two pens, two hands ("dos bolis, dos manos"), combos o trucos en los que se usa un boli en cada mano.

- Breakdown: la lista ordenada de trucos que componen una determinada secuencia, con mayor o menor precisión (posición inicial y final, número de vueltas...).

- Cont: abreviación de continuous (continuo)- Se aplica cuando re realiza un mismo truco varias veces seguidas. Ejemplo: continuous thumbaround x15 (o Cont TA x15).

- Counter: combinación en la que se realiza un truco normal, interrumpiéndose a medio girar con otro truco que sigue el movimiento opuesto. Es un híbrido que devuelve el boli a su posición inicial.

- Fall: en un fall (caída), se ejecuta un truco consecutivamente para hacer pasar el boli de 12 a 34 (de índice-corazón a anular-meñique). Su contrario rise, se utiliza para referirse a los trucos que hacen pasar el boli desde 34 hasta 12.

- Fingerless (Fl): en estos trucos el movimiento se origina por un movimiento de la mano, no de los dedos. El boli se apoya en uno o entre dos dedos y, con una sacudida de la mano, gira.

- Finisher: truco o minicombo final en un combo.

- Harmonic: un truco que sea armónico será aquella combinación de un truco seguido de su variación Reverse (al revés). Si por ejemplo se realiza un sonic y posteriormente un sonic reverse, para seguir ejecutando ambos trucos, se habla de un truco armónico. Todos los trucos que tengan una variación normal y una reverse se pueden efectuar como harmonic. También se pueden efectuar armónicos de un rise y un fall del mismo truco (llevando el boli hacia arriba y hacia abajo entre los dedos).

- Hybrid (Híbrido): un híbrido es una combinación de varios trucos, en la cual uno o más de ellos están interrumpidos.

- Inverse: abreviado Inv, consiste en ejecutar el truco de manera "inversa". Si, por ejemplo, en un sonic el boli pasa por detrás del dedo corazón, en la variación inverse pasará por delante del dedo. También existe la combinación de inverse y reverse, (variación Inv Rev).

- Link: para combinar dos trucos es necesario aprender sus links o enlaces, el método para pasar de un truco a otro, la unión entre ambos.

- Mapping: consiste en hacer un mismo truco pero desde diferentes posiciones entre dedos. Por ejemplo, un sonic normal iría desde 23 a 12 (23-12), pero también se puede hacer de 34 a 23 (34-23). Por otra parte, también se puede hacer con la palma hacia abajo (palm down). Se trata de conseguir variaciones de un mismo truco, haciéndolo desde posiciones distintas a la original.

- Modding: así como el penspinning se basa en girar bolis, el modding se basa en crear penmods (bolígrafos, lápices o plumas modificados para realizar trucos de pennspinning) a partir de bolígrafos normales.

- Momento: se dice que hay más "momento" a más peso a los extremos del boli. Cuanto mayor sea éste, ya sea por los grips (agarres artificiales que se ponen en los extremos del boli para facilitar los trucos) o por las tapas, más afectará a la forma de girar del boli. También se usa para referirse a la "inercia" que lleva el boli en un truco al girar.

- Palm down: muchos trucos se pueden hacer con la palma hacia abajo (palm down).
- Palm side/palm sideways: se utiliza para designar que la palma está hacia un lado (la mano está perpendicular con el suelo, o como mucho, aproximadamente, con un ángulo máximo de 45° respecto el).
- Palm up: se utiliza para designar que la palma de la mano está hacia arriba (al hacer un truco o combo).
- Retractable: dícese del unmodded pen (bolígrafo no modificado) o penmod que posee un mecanismo retráctil para esconder y sacar la carga, normalmente con un pulsador o botón.

- Reverse: abreviado Rev, consiste en ejecutar un truco al revés, es decir, si con el truco normal el boli iba de 23 a 12, con el reverse iría de 12 a 23. También existe la combinación de inverse y reverse.

- Rise: combo que consiste en un mismo truco efectuado consecutivamente de forma que el boli pase de 34 a 12.

- Spam: se entiende por spam el hecho de repetir los mismos trucos, híbridos o minicombos muchas veces, normalmente haciendo el combo aburrido.

- Spin, spins: significa giro en inglés, se utiliza para designar un truco que se basa en los giros sobre una parte de la mano, o cuando un truco tiene muchas revoluciones girando de este modo.

- Spinner, penspinner, pencilspinner: un penspinner es el practicante del penspinning. Un penspinner utiliza penmods y bolis, en cambio un pencilspinner utilizará lápices de madera sin afilar. Spinner es el término general, aunque el más usado es penspinner.

- x2 / x5 / x10: número vinculado a los continuous, expresa el número de veces consecutivas que se efectúa un mismo truco.

- XPXH: se utiliza para denominar un combo/collab/etc donde se utilizan más de un boli o más de una mano (1P1H, 1P2H, 2P1H, 2P2H, 3P1H...).

## Variaciones de los trucos fundamentales
- Thumbaround Reverse: idéntico al thumbaround pero en la dirección contraria, con algo más de dificultad. El impulso se da con el dedo índice adoptando la posición del final del thumbaround.
- Sonic Reverse: variante del sonic con el giro en el sentido contrario, con un nivel mayor de dificultad.
- Charge Reverse: charge en dirección contraria; dificultad alta.
- Fingerpass Reverse: fingerpass en dirección contraria.

## Pen Spinning en la cultura popular
- El personaje Boris Grishenko de la película GoldenEye, interpretado por Alan Cumming, puede ser visto haciendo Fingerpass Reverse.
- Val Kilmer hace penspinning en las películas Top Gun y Real Genius.
- En el videoclip "Your Smile" de F.I.R, Faye realiza un Twisted Sonic.
- En la serie anime Magister Negi Magi, los personajes Sayo Aisaka y Asuna Kagurazaka hace penspinning frecuentemente.
- En la serie de televisión House, House y Chase pueden ser vistos ocasionalmente haciendo Thumbaround, Half Tap y Fingerpass.
- Aunque técnicamente no es penspinning, los bateristas realizan Charge con las baquetas, como Dave Mackintosh de Dragonforce o Andrew Forsman de The Fall of Troy (como se ve en el videoclip de la canción "F.C.P.R.R.E.M.I.X.").
- En las series anime Death Note y Zatch Bell los protagonistas, Light Yagami y Kiyomaro Takamine respectivamente, pueden ser vistos haciendo penspinning.
- En el juego Dissidia Final Fantasy para PSP, en caso de victoria del jugador, usando éste al Caballero Cebolla, se le puede observar realizando un lanzamiento seguido de un Fingerpass.
- En la serie anime Azumanga daioh, Kagura lo realiza en el capítulo 13 en el minuto 10:31.
- En el manga Happy World, capítulo "Giro super rápido" los alumnos hacen el Thumbaround, también el maestro hace el Sonic.
- En el videoclip de Patrick Stump, Spotlight (Oh Nostalgia) se puede ver a un chico haciendo penspinning.
- En el primer capítulo de la serie anime Bakemonogatari se puede ver a Hanekawa Tsubasa haciendo un Thumbaround con un portaminas en el minuto 3:14.
- En la serie anime Acchi Kocchi se puede ver a Io haciendo Fingerpass ocasionalmente.